# Geniostoma weinlandii
Geniostoma weinlandii är en tvåhjärtbladig växtart som beskrevs av Karl Moritz Schumann. Geniostoma weinlandii ingår i släktet Geniostoma och familjen Loganiaceae. Inga underarter finns listade i Catalogue of Life.